# Agrégation de sciences industrielles de l'ingénieur
L'agrégation de sciences industrielles de l'ingénieur est un concours français de recrutement des enseignants du second degré organisé par le ministère de l'éducation nationale. Depuis la session 2013, les sections génie civil, génie électrique, génie mécanique et génie informatique ont été supprimées . Ces sections sont regroupées au sein de l'agrégation de sciences industrielles de l'ingénieur, comprenant d'abord trois options, et une quatrième depuis la session 2017.

## Disciplines et options
Le programme de cette agrégation se décompose sous la forme d'un programme transversal commun aux quatre options et d'un programme disciplinaire spécifique à chaque option.

### Tronc commun
Les sciences de l'ingénieur forment le socle commun à ces trois options. Ce tronc commun regroupe la méthodologie de conception, d'analyse fonctionnelle et de modélisation des systèmes pluritechniques. Cette ingénierie est complétée par des connaissances fondamentales dans le triptyque Matière-Énergie-Information (MEI).

### Option ingénierie des constructions
Cette option sciences industrielles de l'ingénieur et ingénierie des constructions hérite de la spécialité de l'ancienne section de génie civil dont le champ disciplinaire comporte la conception et la réalisation des ouvrages et des structures, tant au niveau scientifique qu'au niveau réglementaire.

### Option ingénierie électrique
L'option sciences industrielles de l'ingénieur et ingénierie électrique est la transformation de l'ancienne section de génie électrique regroupant l'électronique, l'électrotechnique, les convertisseurs électromécaniques, l'informatique industrielle et les télécommunications.

### Option ingénierie mécanique
L'option sciences industrielles de l'ingénieur et ingénierie mécanique regroupe les anciennes sections de génie mécanique et de mécanique. Cet ensemble regroupe la mécanique des milieux continus, la mécanique cinétique, l'hydraulique, les matériaux et les procédés de fabrication associés.

### Option ingénierie informatique
À partir de la session 2017, l'option sciences industrielles de l'ingénieur et ingénierie informatique est créée afin de recruter des enseignants dans les thématiques de l'informatique et de la programmation.

## Description des concours
Comme la plupart des agrégations de l'enseignement secondaire, deux concours distincts sont ouverts pour s'adresser à des candidats d'origines différentes.

### Concours externe
Le concours externe de l'agrégation de sciences industrielles de l'ingénieur s'adresse principalement à des candidats n'exerçant pas encore la profession d'enseignant mais justifiant un niveau bac+5.
Les épreuves d'admissibilité se déclinent sous la forme de trois épreuves écrites :
- Épreuve de sciences industrielles de l'ingénieur (6 heures, coefficient 1), commune aux trois options ;
- Modélisation d'un système, d'un procédé ou d'une organisation (6 heures, coefficient 1), spécifique à chacune des trois options ;
- Conception préliminaire d'un système, d'un procédé ou d'une organisation (6 heures, coefficient 1), spécifique à chacune des trois options.

Les candidats sélectionnés lors des épreuves d'admissibilité sont convoqués pour trois épreuves supplémentaires d'admission :
- Exploitation pédagogique d'une activité pratique relative à l'approche globale d'un système pluritechnique (Durée totale : six heures : préparation activités pratiques : quatre heures ; préparation de l'exposé : une heure ; exposé : quarante minutes maximum ; entretien : vingt minutes maximum, coefficient 2)
- Activité pratique et exploitation pédagogique relatives à l'approche spécialisée d'un système pluritechnique (Durée totale : six heures, entretien : vingt minutes maximum, coefficient 2)
- Épreuve sur dossier[4] : soutenance devant le jury d'un dossier technique et scientifique réalisé au préalable par le candidat dans un des domaines de l'option préparée, suivie d'un entretien (présentation n'excédant pas trente minutes ; entretien avec le jury : trente minutes ; coefficient 2).

### Concours interne
Le concours interne de l'agrégation de sciences industrielles de l'ingénieur est ouvert seulement pour les professeurs actuellement en poste. Avec 5 ans d'ancienneté dans l'enseignement. 
Les épreuves d'admissibilité se déclinent sous la forme de deux épreuves écrites :
- Analyse et exploitation pédagogique d'un système pluritechnique (5 heures, coefficient 2), commune aux trois options ;
- Etude d'un système , d'un procédé ou d'une organisation (4 heures, coefficient 1), spécifique à chacune des trois options.

Les candidats sélectionnés lors des épreuves d'admissibilité sont convoqués pour deux épreuves supplémentaires d'admission :
- Activité pratique et exploitation pédagogique d'un système pluritechnique (Durée totale : six heures: préparation activités pratiques : quatre heures ; préparation de l'exposé : une heure ; exposé : 30 minutes maximum ; entretien : 30 minutes maximum, coefficient 2)
- Épreuve sur dossier (Durée totale : une heure, coefficient 1): soutenance devant le jury d'un dossier technique et scientifique réalisé au préalable par le candidat dans un des domaines de l'option préparée : 30 minutes, suivie d'un entretien (présentation n'excédant pas quarante minutes ; entretien avec le jury : 30 minutes).

## Débouchés
L'agrégation est un concours de recrutement du ministère de l'Éducation nationale, les lauréats admis au concours externe ou interne sont appelés à intervenir dans les enseignements de sciences pour/de l'ingénieur en lycée pré-baccalauréat (filières STI2D et SSI), en lycée post-baccalauréat (Brevet de technicien supérieur et classe préparatoire aux grandes écoles). Les professeurs agrégés peuvent également être affectés dans des établissements dépendants du ministère de l'enseignement supérieur et de la recherche tels que les IUT, les universités ou les écoles d'ingénieurs.

## Historique
Le tableau suivant résume le nombre de postes ouverts lors des différents concours.
| Année | option ingénierie des constructions | option ingénierie des constructions | option ingénierie électrique | option ingénierie électrique | option ingénierie informatique | option ingénierie informatique | option ingénierie mécanique | option ingénierie mécanique |
| Année | externe                             | interne                             | externe                      | interne                      | externe                        | interne                        | externe                     | interne                     |
| ----- | ----------------------------------- | ----------------------------------- | ---------------------------- | ---------------------------- | ------------------------------ | ------------------------------ | --------------------------- | --------------------------- |
| 2013  | 15                                  | concours fermé                      | 15                           | concours fermé               | créée en 2017                  | créée en 2017                  | 15                          | concours fermé              |
| 2014  | 20                                  | 5                                   | 20                           | 5                            | créée en 2017                  | créée en 2017                  | 23                          | 6                           |
| 2015  | 30                                  | 6                                   | 30                           | 6                            | créée en 2017                  | créée en 2017                  | 27                          | 7                           |
| 2016  | 31                                  | 6                                   | 31                           | 6                            | créée en 2017                  | créée en 2017                  | 38                          | 7                           |
| 2017  | 28                                  | 6                                   | 28                           | 6                            | 15                             | concours fermé                 | 37                          | 7                           |
| 2018  | 22                                  | 6                                   | 22                           | 6                            | 12                             | concours fermé                 | 29                          | 7                           |
| 2019  | 20                                  | 6                                   | 24                           | 6                            | 14                             | concours fermé                 | 34                          | 7                           |
| 2020  | 25                                  | 7                                   | 24                           | 6                            | 15                             | concours fermé                 | 35                          | 7                           |

Les statistiques du concours sont disponibles en ligne.